# Heterocerus stastnyi
Heterocerus stastnyi is een keversoort uit de familie oevergraafkevers (Heteroceridae). De wetenschappelijke naam van de soort is voor het eerst geldig gepubliceerd in 2007 door Skalicky in Mascagnil & Skalicky.